# Kelvin Ransey
Kelvin Ransey (né le 3 mai 1958 à Toledo, Ohio) est un ancien joueur américain de basket-ball.
Ransey évolua au lycée Macombre à Toledo, Ohio au milieu des années 1970, la même école que le joueur NBA Jim Jackson. Il fut par la suite titulaire à l'université d'État de l'Ohio de 1976 à 1979. Ransey jouait à la fois au poste de meneur de jeu et d'arrière, se classant au 2e rang des meilleurs marqueurs de l'histoire de l'école à son époque (4e aujourd'hui), et fut élu All-American lors de son année senior, quand OSU se classa au deuxième rang en NCAA.
Ransey fut classé au 4e rang de la draft 1980 par les Chicago Bulls. Il fut transféré aux Portland Trail Blazers avant que la saison ne débute et fut en course pour le titre de Rookie of the Year lors de la saison 1980-1981. Ransey joua six années en NBA pour 3 équipes différentes, réalisant 11,4 points et 5,2 passes décisives par match. Sa meilleure saison statistique fut sa deuxième saison, quand il compila 16 points et 7 passes décisives. Il prit sa retraite à l'âge de 27 ans pour devenir révérend à Toledo, il vit aujourd'hui dans le Mississippi.